# Lauralompolo
Lauralompolo är en grupp insjöar norr om Laurajärvi eller Lávvrajávvre i Gällivare kommun i Lappland, Sverige. Två av dessa är:
- Lauralompolo (Gällivare socken, Lappland, 745185-173023), sjö i Gällivare kommun, 67°04′28″N 21°06′16″Ö / 67.0745°N 21.1044°Ö
- Lauralompolo (Gällivare socken, Lappland, 745204-172956), sjö i Gällivare kommun, 67°04′36″N 21°05′22″Ö / 67.0767°N 21.0894°Ö